# Galaktički halo
Galaktički halo (eng. galactic halo) je pojam iz astronomije. Nalazi se iznad i ispod diska spiralnih galaktika, tako i kod naše Kumove slame. Halo je građen od vrlo rijetkog plina i disk je uronjen u njega. U halou je nekoliko stotina kuglastih skupova, čija se međusobna zgusnutost povećava prema galaktičkom središtu. Oko haloa prostire se mnogo veće područje zvano tamni halo ili galaktička korona. U halou se tijela gibaju u svim smjerovima i relativno sporije.
Razlika haloa od diska najviše se vidi kod spiralnih galaktika, gdje kuglasti oblik halo je suprotnost ravnom disku. Kod eliptičnih galaktika nema oštre granice odnosno prijelaza tijela galaktike i haloa.
Masa u halou Kumove slame dosta je slabo vidljiva i te vidljive mase vrlo je malo. Glede dinamičnog ponašanja udaljenih tijela, daje osnova zaključku da je u halou prisutno mnogo tamne tvari. Procjenjuje se da je masa tamne tvari unutar promjera od dvjesta do trista tisuća svjetlosnih godina oko 700 do tisuću milijarda Sunčevih masa (M0= 2 * 1030 kg). "Nevidljiva" masa je deseterostruko veća od mase vidljivih objekata.
Galaktički halo tvore galaktički sferoid (zvijezde), oko njega galaktička korona (vrući plin i plazma) te halo tamne tvari.